# Batthyány Ferenc (főispán)
Batthyány Ferenc (1573 — 1625. szeptember 13.) Sopron vármegye főispánja, királyi főlovászmester, a nádori fellebbviteli törvényszék bírája, tudománykedvelő kálvinista nagybirtokos. .

## Életpályája
A főnemesi németújvári Batthyány családnak a sarja. Batthyány Boldizsár (1543-1590) és Zrínyi Dóra fia. Felesége (1607. július 16-tól) Lobkowitz-Poppel Éva. 1612 és 1614 között Szenczi Molnár Albert volt udvari prédikátora. Ifjú korától kitüntette magát a törökellenes harcokban. 1601-ben körmendi kapitány, 1605-től Sopron vármegye főispánja, a dunántúli hadak főkapitánya. 1606-ban Rudolf magyar király megbízottjaként részt vett a zsitvatoroki béke tárgyalásain. Érdemeiért adományba kapta Körmend várát és városát, fiai bárói rangot nyertek. 1620-ban Bethlen Gáborhoz csatlakozott: a dunántúli felkelő hadak fővezéreként meghódoltatta Kőszeget. A harcot a nikolsburgi béke megkötése után is folytatta.